# Liste der Naturdenkmale in Elstra
Die Liste der Naturdenkmale in Elstra nennt die Naturdenkmale in Elstra im sächsischen Landkreis Bautzen.

## Definition
„Naturdenkmäler sind rechtsverbindlich festgesetzte Einzelschöpfungen der Natur oder entsprechende Flächen bis zu fünf Hektar, deren besonderer Schutz erforderlich ist
1. aus wissenschaftlichen, naturgeschichtlichen oder landeskundlichen Gründen oder
2. wegen ihrer Seltenheit, Eigenart oder Schönheit.“

## Liste
Link zu einem Kartenansichtstool, um Koordinaten zu setzen.
| Bild                          | Bezeichnung                     | Lage                                         | Beschreibung                | Datum | Nummer |
| ----------------------------- | ------------------------------- | -------------------------------------------- | --------------------------- | ----- | ------ |
| BW                            | Ländchen Wohla                  | Wohla (51° 14′ 2″ N, 14° 6′ 59,2″ O)         |                             |       | KM104  |
| BW                            | Brandhübel/Kadelloch            | Rauschwitz (51° 12′ 59″ N, 14° 5′ 46,7″ O)   |                             |       | KM127  |
| BW                            | Kesselwasser                    | Elstra (51° 12′ 28″ N, 14° 7′ 17,6″ O)       |                             |       | KM129  |
| BW                            | Johannastraße                   | Rauschwitz (51° 12′ 1,3″ N, 14° 6′ 2,2″ O)   |                             |       | KM137  |
| BW                            | Ohorner Steinberg/Blockmeerwald | Rauschwitz (51° 11′ 44″ N, 14° 6′ 3,7″ O)    |                             |       | KM142  |
| BW                            | Ohorner Steinberg/Gipfelklippen | Rauschwitz (51° 11′ 34,9″ N, 14° 6′ 16,4″ O) |                             |       | KM143  |
| mehr Fotos \| Fotos hochladen | Hochstein/Gipfelklippen         | Kindisch (51° 10′ 56,1″ N, 14° 6′ 48,6″ O)   | auf dem Hochstein           |       | KM145  |
| BW                            | Eistannenweg                    | Kindisch (51° 10′ 58,1″ N, 14° 6′ 57″ O)     |                             |       | KM146  |
| mehr Fotos \| Fotos hochladen | Elsterquelle am Sauloch         | Kindisch (51° 10′ 37,4″ N, 14° 7′ 44,2″ O)   | Quelle der Schwarzen Elster |       | KM148  |
| BW                            | Stieleiche                      | Wohla (51° 14′ 1,2″ N, 14° 7′ 2,3″ O)        |                             |       | 28     |
| BW                            | Winterlinde                     | Talpenberg (51° 13′ 0,4″ N, 14° 7′ 5,1″ O)   |                             |       | 29     |
| BW                            | Winterlinde                     | Talpenberg (51° 13′ 8,6″ N, 14° 7′ 3,6″ O)   |                             |       | 30     |
| BW                            | Winterlinde                     | Ossel (51° 13′ 19″ N, 14° 7′ 1,6″ O)         |                             |       | 31     |
| BW                            | Wildbirne                       | Rauschwitz (51° 12′ 1″ N, 14° 8′ 22,2″ O)    |                             |       | 32     |
| BW                            | 4 Linden                        | Rehnsdorf (51° 12′ 22,3″ N, 14° 5′ 51,4″ O)  |                             |       | 33     |
| BW                            | Traubeneiche                    | Welka (51° 13′ 53,4″ N, 14° 6′ 58,7″ O)      |                             |       | 144    |
| BW                            | Bergahorn                       | Wohla (51° 14′ 5,9″ N, 14° 7′ 0,5″ O)        |                             |       | 145    |
| BW                            | Winterlinde                     | Wohla (51° 14′ 5,3″ N, 14° 6′ 55,8″ O)       |                             |       | 153    |